# André Bazin
André Bazin (* 18. April 1918 in Angers, Département Maine-et-Loire; † 11. November 1958 in Nogent-sur-Marne, Département Val-de-Marne) war ein französischer Filmkritiker. Er gilt als geistiger Vater der Nouvelle Vague.

## Leben
Nach einem Lehramtsstudium war Bazin ab 1943 als Filmkritiker tätig.
Bazin war zeitlebens kränklich und litt an Tuberkulose, die seine Schaffenskraft beeinträchtigte. Er starb 1958 an Leukämie.

## Denken und Wirken
Bazin etablierte mit seinen Texten die Filmkritik in Frankreich als intellektuell hochstehendes Metier. 1951 gründete er zusammen mit Jacques Doniol-Valcroze die Zeitschrift Les Cahiers du cinéma, in der unter anderem François Truffaut, Jean-Luc Godard, Jacques Rivette, Luc Moullet, Éric Rohmer und Claude Chabrol veröffentlichten.
Seine wichtigsten Texte wurden in den vier Sammelbänden Qu’est-ce que le cinéma ? publiziert. Daneben erschienen zahlreiche weitere Textsammlungen von Bazin, u. a. über Charlie Chaplin. Bazin war Autor von Monographien über Orson Welles sowie Jean Renoir. Letztere blieb ein Fragment und wurde unter der Leitung von Truffaut von verschiedenen Cahiers-Kritikern ergänzt und erst nach seinem Tode publiziert.
Bazin legte den Grundstock für die spätere ethische und semiotische Theorie: In seinem Hauptwerk Was ist Film? wies Bazin darauf hin, dass ihm Fragen wichtiger sind als Antworten. Seine Filmtheorie stellte kein zusammenhängendes Werk dar, vielmehr eine Sammlung von Essays, in denen er seine Theorie kritisch ständig neu bewertete und überarbeitete.
Bazin argumentierte als ehemaliger Student der Phänomenologie und vom Realismus kommend. Seinem Denken zufolge waren Filme wegen ihres konkreten Seins bedeutungsvoll, sondern auf Grund dessen, was sie bewirkten. Film war für ihn daher nicht gleichbedeutend mit Realität, so wie Siegfried Kracauer dies noch sah.
Die Psychologie wurde in Bazins Verständnis zu einem entscheidenden Faktor neben oder über der Ästhetik. Wenn die Entwicklung der Filmkunst so eng mit der Psychologie zusammenhängen würde, dann gelte dies nach Bazin ebenso für die Wirkung eines Films. Diese Tendenz erfuhr im italienischen Neorealismus, dem Bazin nahestand, ihren Höhepunkt: Die Technik trat zugunsten einer ethischen und politischen – letztlich psychologischen – Wirkung zurück, sodass für Bazin die Frage entscheidend war: „Ist nicht der Neo-Realismus in erster Linie ein Humanismus und erst dann ein Regie-Stil?“. Für die filmtheoretische Entwicklung bedeutete dies, dass die Formalisten unter Wsewolod Pudowkin, Sergei Eisenstein und Béla Balázs die Montage als das Herzstück des realistischen Filmschaffens sahen; Bazin hingegen die Mise-en-scène als wesentlich in den Mittelpunkt stellte. Mise-en-scène beinhaltete für ihn in erster Linie Schärfentiefe und Plansequenzen, mithin technische Möglichkeiten, den Zuschauer intensiver am Geschehen teilhaben zu lassen, als dies in der Realität möglich wäre. Der Zuschauer würde durch das näher-am-Geschehen-sein dazu gezwungen, sich sein Bild von der Welt aus seiner Aufmerksamkeit neu zu schaffen.
Gingen die Formalisten in ihrer Theorie noch davon aus, dass eine in der Montage geschaffene Sequenz eindeutig sei, so gab Bazin durch die Möglichkeit der Interpretation dem Zuschauer das Gefühl für die Mehrdeutigkeit der Realität zurück.
Bazin führte den subjektiven Blick als essentiell für die Sichtung als auch Bewertung von Filmen in die Filmtheorie ein; filmästhetisch ging es bei seinen Texten immer auch um Identifikation.

## Werke (Auswahl)
- (mit Jean Cocteau), Orson Welles, Paris 1950 – Taschenbuchausgabe: Paris: Cahiers du Cinéma (Petite Bibliotheque), 2003
- Qu’est-ce que le cinéma ? – vierbändige von Bazin selbst vorgenommene Auswahl seiner Schriften zum Kino:

1. Ontologie et Langage. Paris 1958.
2. Le cinéma et les autres arts. Paris 1959.
3. Cinéma et sociologie. Paris 1961.
4. Une esthétique de la verité. Le néo-realisme. Paris 1962.

- Jean Renoir, Paris: Éditions champs libre, 1971, Neuauflage 1989
- Le Cinéma de la cruauté. Erich von Stroheim – Carl Theodor Dreyer – Preston Sturges – Luis Buñuel – Alfred Hitchcock – Akira Kurosawa, Paris: Flammarion, 1975
- Le Cinéma de l'Occupation et de la Résistance, Paris: Union générale d'éditions, 1975
- Le Cinéma français de la Libération à la Nouvelle Vague, Paris: éditions de l’Étoile, 1983

Eine Auswahl aus der vierbändigen Qu’est-ce que le cinéma ? erschien 1975 unter dem irreführenden Titel Qu’est-ce que le cinéma ? Edition définitive.
Die folgenden deutschen Ausgaben basieren auf dieser Teilausgabe.
- André Bazin, Was ist Kino? : Bausteine zur Theorie des Films, Köln: Dumont, 1975 – Auswahl aus der „Edition définitive“
- André Bazin, Robert Fischer (Hrsg.), Was ist Film?, Berlin: Alexander Verlag, 2004 – enthält alle in der „Edition définitive“ enthaltenen Texte.

Weitere Texte aus Qu’est-ce que le cinéma ? (nicht enthalten in Was ist Film?) auf Deutsch:
- «William Wyler ou le jansenisme de la mise en scène», dt. „William Wyler oder der Jansenist der Inszenierung“, in: André Bazin, Filmkritiken als Filmgeschichte, München: Hanser, 1978
- «Le cas Pagnol» dt. „Der Fall Pagnol“ in: André Bazin, Filmkritiken als Filmgeschichte, München: Hanser, 1978
- «Le mythe de M. Verdoux», dt. „Der Mythos des Monsieur Verdoux“ in Filmkritik, Nr. 296 (Mai 1979) – bedeutender Essay über Charlie Chaplins Spätwerk

Zahlreiche Texte Bazins liegen auch 50 Jahre nach seinem Tod nicht auf Deutsch vor.